# Scindapsus grandifolius
Scindapsus grandifolius är en kallaväxtart som beskrevs av Adolf Engler. Scindapsus grandifolius ingår i släktet Scindapsus och familjen kallaväxter. Inga underarter finns listade.